# 2 Ośrodek Dowodzenia Lotnictwa
2 Ośrodek Dowodzenia Lotnictwa – jednostka Wojska Polskiego.

## Historia
W 1978 roku w ramach nowelizacji systemu dowodzenia lotnictwem w Wojsku Polskim, zarządzeniem Szefa Sztabu Generalnego Wojska Polskiego Nr014/Org. z dnia 6 marca 1978 oraz rozkazem Dowódcy Wojsk Lotniczych Nr 04/Org. z dnia 3 kwietnia 1978 roku, przystąpiono w Pile do tworzenia 2 Centrum Dowodzenia Bojowego Armii Lotniczej, któremu nadano numer JW 2677. Sformowanie to wynikało z potrzeby zapewnienia ciągłości współdziałania lotnictwa z wojskami lądowymi, głównie w zakresie planowania i udziału wszystkich rodzajów lotnictwa w działaniach bojowych oraz zapewnienia bezpieczeństwa jego działania. W trakcie prowadzenia prac organizacyjnych 30 maja 1978 roku jednostkę wyznaczono zgodnie z wytycznymi Dowódcy Wojsk Lotniczych do udziału w najważniejszym rocznym przedsięwzięciu szkoleniowym jakim było ćwiczenie pod kryptonimem „Lato-78”. Dzień ten stał się obchodzonym corocznie świętem jednostki.
Kolejne lata przynosiły zmiany szczegółowe w zakresie przeznaczenia, struktur organizacyjnych, jak i nazewnictwa. I tak jednostka poprzez 2 Centrum Dowodzenia Bojowego Armii Lotniczej zmieniała swoją nazwę na 2 Centrum Dowodzenia Bojowego Wojsk Lotniczych Frontu, 2 Centrum Dowodzenia Bojowego, a od dnia 1 listopada 1995 roku nosiła nazwę 2 Ośrodek Dowodzenia Lotnictwa. Cały czas jednostka znajdowała się w podporządkowaniu Dowództwa Wojsk Lotniczych, a z chwilą wydzielenia się lotnictwa Wojsk Lądowych z dniem 16 października 1998 roku przeszła w podporządkowanie Śląskiego Okręgu Wojskowego.
Rozpoczęty proces reformowania Sił Zbrojnych RP spowodował podjęcie decyzji o rozformowaniu 2 Ośrodka Dowodzenia Lotnictwa do dnia 31 grudnia 2001 roku.
W czasie 23 lat istnienia 2 Ośrodka Dowodzenia Lotnictwa realizował on zadania na wszystkich poligonach lądowych, lotniczych i morskich w Polsce. Bez udziału tej jednostki nie byłoby możliwe realizowanie ćwiczeń Wojsk Lądowych i Marynarki Wojennej z udziałem lotnictwa. Jej kadra wraz z rodzinami i żołnierzami służby zasadniczej stanowiły liczącą się społeczność w życiu miasta Piły.

## Dowódcy 2 ODL
- płk dypl. pil. Marian Lacroix (28 IV 1978 - 23 XI 1983)
- ppłk dypl. pil. Roman Janicki (24 XI 1983 - 5 IV 1989)
- płk dypl. Aleksander Olszewski (6 IV 1989 - 31 XII 2001)

## Struktura organizacyjna 2 ODL
- Dowództwo
  - Szef 2 ODL Dowódca
  - Szef Zespołu Dowodzenia
  - Szef ZP i W
  - Szef Łączności i RUL
  - Oficer personalno-kadrowy
  - Oficer wychowawczy
  - kierownik kancelarii tajnej
- 1 Grupa Dowodzenia Bojowego (GDB 1)
- 2 Grupa Dowodzenia Bojowego (GDB 2)
- 3 Grupa Dowodzenia Bojowego (GDB 3)

- Dowódca PNWC 1
- Dowódca PNWC 2
  - Posterunek Radiolokacyjny
- Nawigatorzy Naprowadzania
- Ruch Lotniczy – przeloty
- Kompania Łączności i RUL (Radiotechnicznego Ubezpieczenia Lotów)
- Dowódca Kompanii
  - zastępca Dowódcy do spraw technicznych
  - technik samochodowy
  - szef kompanii
  - pluton radio KF
  - pluton radio UKF
  - pluton telefoniczno-telegraficzny
  - PNWC 1
  - PNWC 2
  - posterunek radiolokacyjny
  - PRN (pluton radiowo - nawigacyjny)
  - pluton remontowy
  - pluton zaopatrzenia

## Wyposażenie
Radiostacje
- Radiostacja R-140
- Radiostacja R-137
- Radiostacja R-831
- Radiostacja R-849
- Radiostacja ATGS
- Radiostacja ATFTI
- Radiostacja ARO-Ku8

Stacje radiolokacyjne
- P-40 AGATA
- PRW-16 ZOFIA

Ciągnik - Holownik
- KRAZ 255B
- przyczepa czołgowa niskopodwoziowa PN-420

Ruchome warsztaty
- Radiolokacyjny Krystyna na podwoziu ZiŁ-130
- Samochodowy B1-SAM na podwoziu Star 266
- Ruchomy Warsztat Elektro-Mechaniczny RWEM SARNA na podwoziu Star 266

Radiostacje lotniskowe
- radiolatarnia PAR-8ss (tzw: prowadząca, bliższa-dalsza)
- lampa KNS
- radionamiernik ARP-6D

Pojazdy sztabowe
- Ruchome Stanowisko Dowodzenia RSD na podwoziu STAR 266
- autobus sztabowy AS

Pojazdy ciężarowo-szosowe
- Star 29
- Star 200
- Star 266

Pojazdy osobowo-terenowe
- UAZ 469B
- Honker

Pojazdy specjalne
- Cysterna na podwoziu Star 266